# گن شوجی
گن شوجی (انگلیسی: Gen Shoji؛ زادهٔ ۱۱ دسامبر ۱۹۹۲) یک بازیکن فوتبال اهل ژاپن است که هم‌اکنون در باشگاه فوتبال ماچیدا زلویا در جی لیگ بازی می‌کند.
وی سابقه بازی در کاشیما آنتلرز را دارد.